# Hertogdom Saksen-Altenburg (1826-1918)
Het hertogdom Saksen-Altenburg was een Duitse staat in Thüringen die bestond van 1826 tot 1918. Het behoorde achtereenvolgens tot de Duitse Bond, de Noord-Duitse Bond en het Duitse Keizerrijk. Het land werd geregeerd door het huis Saksen-Altenburg, een tak van de Ernestijnse linie van het huis Wettin. De hoofdstad en het hof waren gevestigd in Altenburg.
Het hertogdom bestond uit twee landsdelen in het oosten van Thüringen die gescheiden van elkaar lagen. Het oostelijke landsdeel lag rondom de steden Altenburg en Ronneburg. De grootste steden in het westelijke deel waren Eisenberg, Roda en Kahla.

## Het hertogdom Saksen-Altenburg van 1826 tot 1918/1920
Na het uitsterven van de linie Saksen-Gotha-Altenburg wees de Saksische koning Frederik August I in 1826 Saksen-Hildburghausen en het Saalfeldse deel van Saksen-Coburg-Saalfeld toe aan Saksen-Meiningen. Frederik van Saksen-Hildburghausen ontving ter compensatie hiervoor het ambt Altenburg met Eisenberg en Stadtroda als zelfstandig hertogdom Saksen-Altenburg.
Frederik stond zijn land op 29 april 1831 een grondwet toe. Zijn opvolger Jozef deed in de Maartrevolutie van 1848 verdere concessies aan de progressieve beweging. Hij voerde direct stemrecht in, liet het leger de eed afleggen op de grondwet en hief de censuur op. Toen hij echter aarzelde de nieuwe landdag bijeen te roepen en de leiders van de democratische beweging liet arresteren kwam het tot onlusten. Hij deed verdere concessies aan het volk en trad op 30 november af ten faveure van zijn broer George.
Deze schafte de burgerwacht af en verving in 1850 de liberale kieswet door een kiesstelsel op basis van drie inkomensgroepen. Zijn zoon Ernst I herzag de constitutie in reactionaire zin door onder andere het recht van initiatief van de landdag en de juryrechtspraak af te schaffen. Hij draaide in 1855 tegen de wil van de landdag bij hertogelijk besluit de kieswet van 1850 terug en stelde in 1857 een nieuwe wet in. Hij sloot in 1862 een militaire conventie met Pruisen en trad in 1866 toe tot de Noord-Duitse Bond. In 1868 werden de domaniale goederen volledig van de staatseigendommen afgescheiden en in 1873 tot Ernsts privé-eigendom verklaard. In 1869 werd de kieswet van 1850 heringevoerd. Na een vernieuwd verdrag streden Altenburgse troepen in de Frans-Pruisische Oorlog van 1870/1871 en trad het land toe tot het Duitse Keizerrijk. Door de gunstige financiële situatie van het hertogdom konden de belastingen aanzienlijk verlaagd worden.
Ernsts neef en opvolger Ernst II deed in de Novemberrevolutie op 13 november 1918 troonsafstand. De vrijstaat Saksen-Altenburg ging op 1 mei 1920 op in Thüringen. Ernst II stierf in 1955 als allerlaatste Duitse soeverein en was daarmee de enige die nog ingezetene van de Duitse Democratische Republiek is geweest. Met de kinderloze dood van zijn zoons Frederik Ernst (1985) en George Maurits (1991) stierf de linie Saksen-Altenburg uit.

## Territorium
De staat bestond uit twee ongeveer even grote delen die van elkaar werden gescheiden door een deel van het vorstendom Reuss oudere linie.
- Het Altenburger deel of de Ostkreis omvatte de steden Altenburg, Schmölln, Gößnitz, Lucka en (stadsrechten sinds 1871) Meuselwitz met de exclaves Mumsdorf, Roschütz, Hilbersdorf, Neukirchen bij Waldenburg en Russdorf bij Chemnitz.

De Ostkreis komt ongeveer overeen met het huidige district Altenburger Land.
- Het Saal-Eisenburger deel of de Westkreis Eisenberg, Kahla, Orlamünde en Roda.

## Hertogen
- 1826-1834: Frederik
- 1834-1848: Jozef
- 1848-1853: George
- 1853-1908: Ernst I
- 1908-1918: Ernst II

Anhalt · Baden · Beieren · Bremen · Brunswijk · Elzas-Lotharingen · Hamburg · Hessen · Lauenburg · Lippe · Lübeck · Mecklenburg-Schwerin · Mecklenburg-Strelitz · Oldenburg · Pruisen · Reuss jongere linie · Reuss oudere linie · Saksen · Saksen-Altenburg · Saksen-Coburg en Gotha · Saksen-Meiningen · Saksen-Weimar-Eisenach · Schaumburg-Lippe · Schwarzburg-Rudolstadt · Schwarzburg-Sondershausen · Waldeck · Württemberg
Anhalt (1863-1866) ·
Anhalt-Bernburg (1815-1863) ·
Anhalt-Dessau-Köthen (1853-1863) ·
Anhalt-Dessau (1815-1853) ·
Anhalt-Köthen (1815-1853) ·
Baden · Beieren · Bremen · Brunswijk · Frankfort · Hamburg · Hannover · Hessen-Darmstadt · Hessen-Homburg · Hessen-Kassel · Hohenzollern-Hechingen · Hohenzollern-Sigmaringen · Holstein · Lauenburg · Liechtenstein · Limburg · Lippe · Lübeck · Luxemburg · Mecklenburg-Schwerin · Mecklenburg-Strelitz · Nassau · Oldenburg · Oostenrijk · Pruisen · Reuss jongere linie · Reuss oudere linie · Saksen · Saksen-Altenburg · Saksen-Coburg en Gotha · Saksen-Meiningen ·  Saksen-Weimar-Eisenach · Schaumburg-Lippe · Schwarzburg-Rudolstadt · Schwarzburg-Sondershausen · Waldeck-Pyrmont · Württemberg